# Steamboat Springs
Steamboat Springs és una població dels Estats Units, seu del comtat de Routt, a l'estat de Colorado. Segons el cens del 2000 tenia 9.815 habitants.

## Demografia
Segons el cens del 2000, Steamboat Springs tenia 9.815 habitants, 4.084 habitatges, i 2.082 famílies. La densitat de població era de 377,1 habitants per km².
Dels 4.084 habitatges en un 26,4% hi vivien nens de menys de 18 anys, en un 41,5% hi vivien parelles casades, en un 6% dones solteres, i en un 49% no eren unitats familiars. En el 27% dels habitatges hi vivien persones soles el 3,1% de les quals corresponia a persones de 65 anys o més que vivien soles. El nombre mitjà de persones vivint en cada habitatge era de 2,35 i el nombre mitjà de persones que vivien en cada família era de 2,84.
Per edats la població es repartia de la següent manera: un 18,7% tenia menys de 18 anys, un 13,8% entre 18 i 24, un 40,1% entre 25 i 44, un 23,1% de 45 a 60 i un 4,4% 65 anys o més.
L'edat mediana era de 32 anys. Per cada 100 dones de 18 o més anys hi havia 128,1 homes.
La renda mediana per habitatge era de 54.647 $ i la renda mediana per família de 65.685 $. Els homes tenien una renda mediana de 35.536 $ mentre que les dones 28.244 $. La renda per capita de la població era de 31.695 $. Entorn del 2,7% de les famílies i el 7,2% de la població estaven per davall del llindar de pobresa.

## Poblacions més properes
El següent diagrama mostra les poblacions més properes.